# Jüngeres Evangeliar aus St. Georg (Lyskirchener Evangeliar)

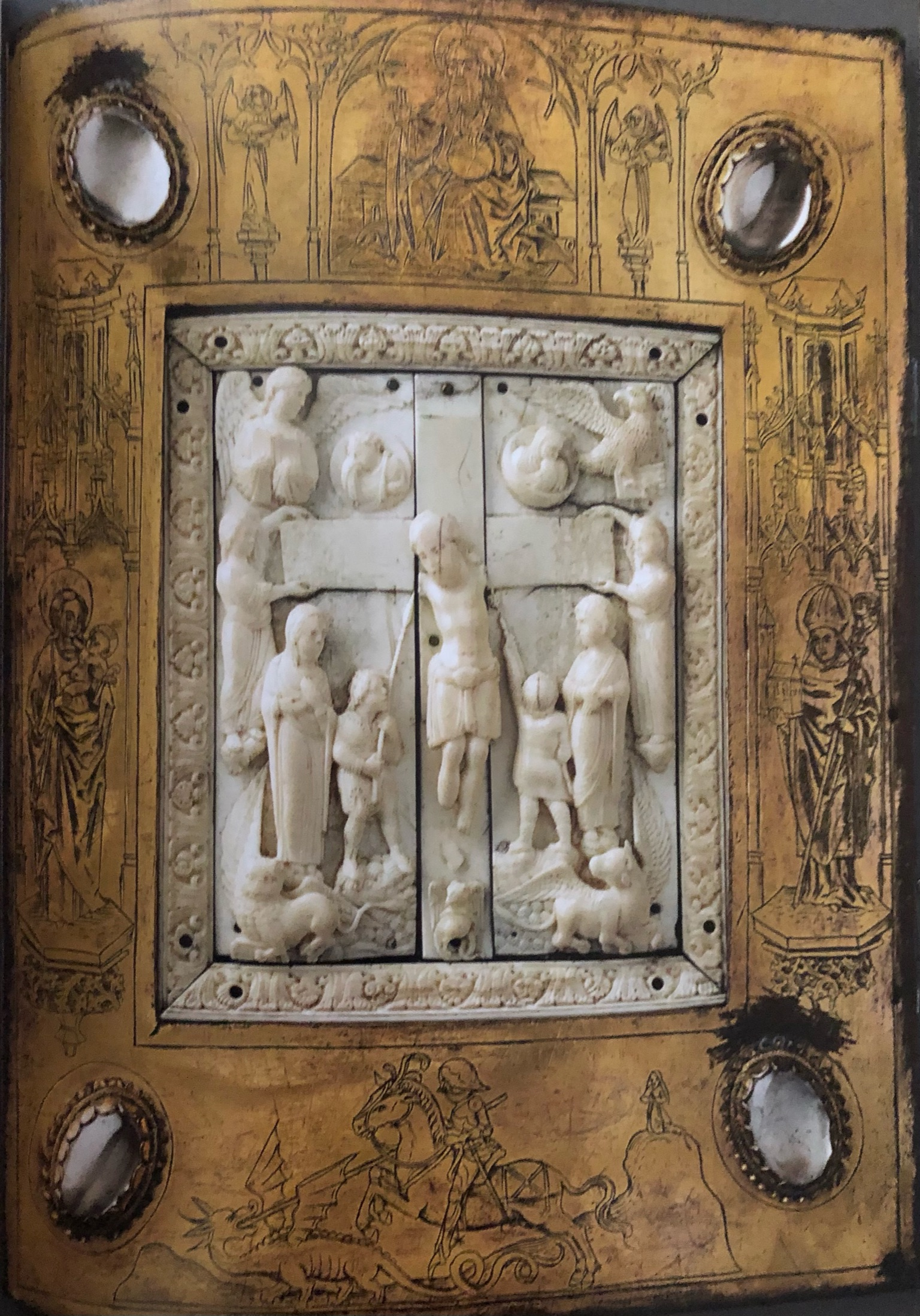
Vorderer Einband mit Elfenbeinrelief der Kreuzigung Christi

Das Jüngere Evangeliar aus St. Georg  (auch Lyskirchener Evangeliar) stammt aus dem hochmittelalterlichen Bestand an liturgischen Prachthandschriften des von Anno II. (amt. 1056–1075) bald nach seiner Erhebung zum Kölner Erzbischof gegründeten Herrenstiftes St. Georg, dessen Kirche am 28. Oktober 1067 geweiht wurde.

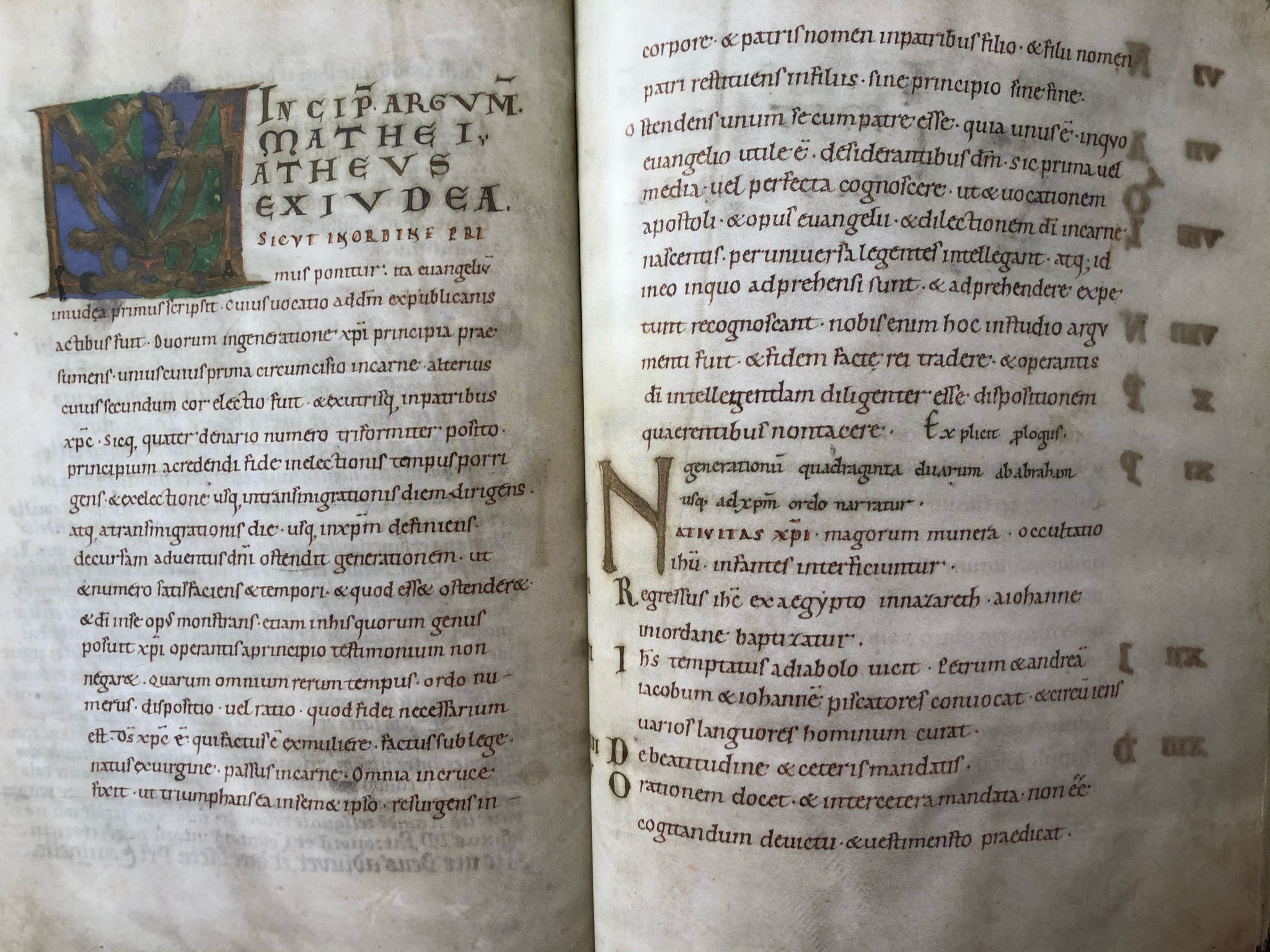
Matthäusevangelium. Auszug

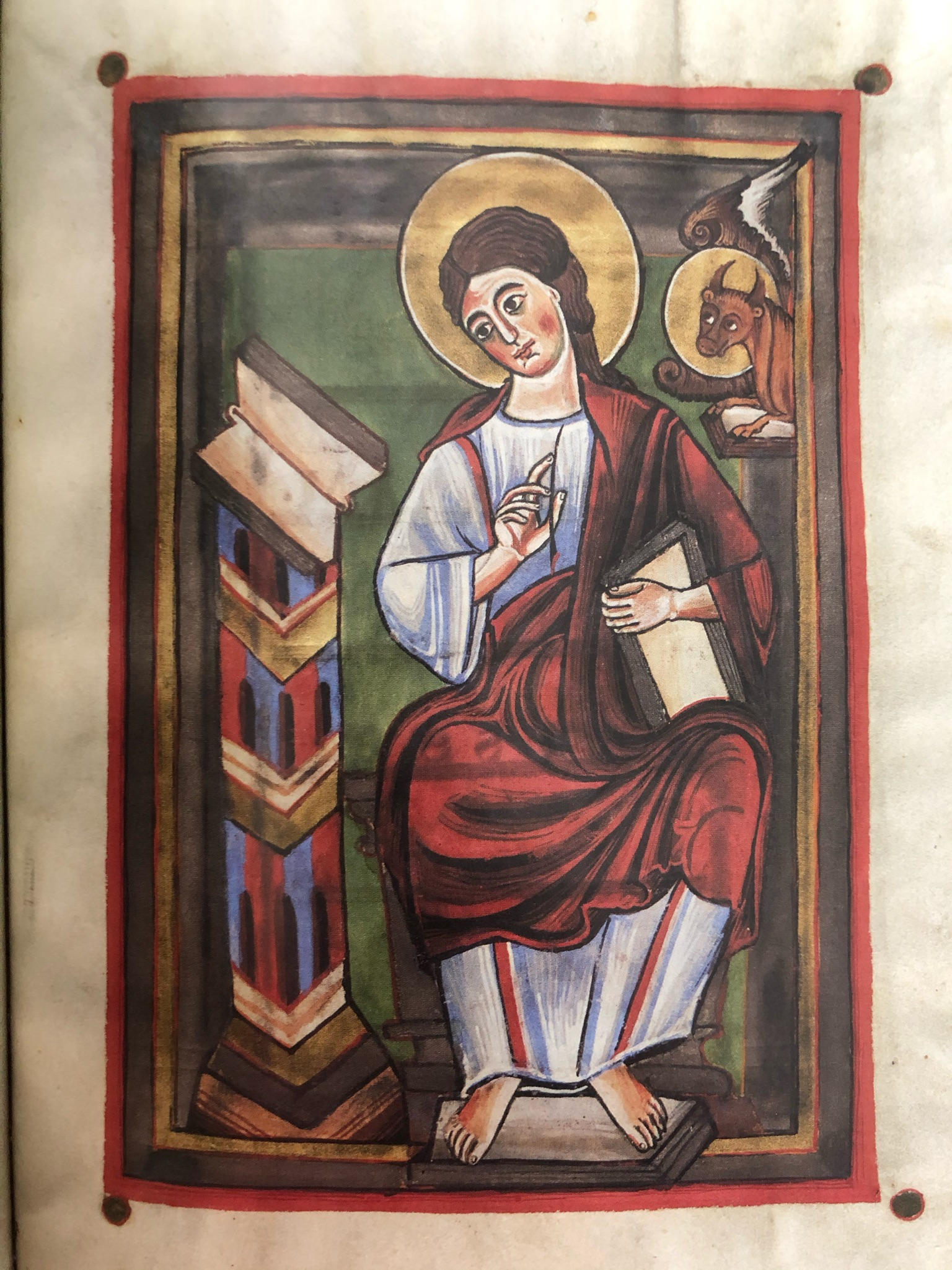
Evangelist Lukas

Die Texte des für den liturgischen Gebrauch geschaffenen Evangeliars stammen als Handschrift aus dem 11. Jahrhundert. Durch Hinzufügen der bildlichen Ausstattung, Miniaturen und Zierseiten in späterer Zeit, vor allem dem 12. Jahrhundert, wurde das Evangeliar zur Prachthandschrift. Das heutige Erscheinungsbild des Einbandes ist das Ergebnis einer Umarbeitung aus dem 15. Jahrhundert. Vom Schmuck des ursprünglichen Einbandes ist noch die prachtvolle Walrosszahnschnitzerei erhalten. Das hinzugefügte Bildprogramm ordnet jedem Evangelium über die üblichen ganzseitigen Evangelistenbilder und die ebenfalls ganzseitigen Initial- und Textierseiten hinaus noch jeweils eine thematisch passende Miniatur zu. So findet man Maria mit Kind bei Matthäus, Johannes den Täufer in der Wüste bei Markus, Zacharias im Tempel bei Lukas und die Kreuzigung bei Johannes. Schon im späten 12. Jahrhundert wurde nach dem Prolog zum Johannes-Evangelium eine Zusammenstellung von Kurzbiografien der Kölner Erzbischöfe von Maternus bis zu Rainald von Dassel eingefügt. Die seit dem 14. Jahrhundert eingetragenen Zusätze umfassen zwei Inhaltsverzeichnisse, 23 Eidesformeln und zwei Exzerpte aus den Statuten des Stiftes. Dem Eid des Propstes folgt der Eid der Kanoniker, der Vikare und weitere. Sie wurden sorgfältig in gotischer Urkundenschrift vorgenommen. Das gesamte Evangeliar umfasst 225 Blätter aus qualitativ hochwertigem Kalbspergament. Die Blätter sind beidseitig geschliffen und relativ einheitlich in den Maßen, mithin zwischen 294/295 mm in der Höhe und 222/225 mm in der Breite. Die Texte sind mit brauner Eisengallustinte geschrieben und sparsam mit gold- oder silberfarbenen Majuskeln akzentuiert. Für die herausragenden Initiale wurde auch Silber- und Messingtusche aufgetragen. Auf den Bildzierseiten wurde eine umfangreiche Farbpalette unter der Verwendung von Schildlauslack, tiefrotem Zinnober, Purpurfarbstoff und Gold aufgetragen. Herausragend ist die Darstellung des Evangelisten Lukas mit seinem Symbol, dem Stier. In seiner Jugendlichkeit hebt sich seine Darstellung von der der anderen Evangelisten ab. Dies soll ihn wohl als Apostelschüler des Paulus ausweisen. Seine Füße stehen auf einem kleinen Podest in Umkehrperspektive.